# 션 맥더멋
션 맥더멋(영어: Sean MacDermott, 아일랜드어: Seán Mac Diarmada 산 막 디어르마다 1883년 1월 27일 ~ 1916년 5월 12일)는 아일랜드의 정치인이다. 1916년 부활절 봉기의 일곱 지도자 중 한 명으로서 아일랜드 공화주의 형제단(IRB) 군사위원회 위원이었고 공화국 선포 연서자 중 한 명이었지만 봉기 실패 이후 향년 33세에 영국군에게 총살당했다.